# Lodowiec Rennicka
Lodowiec Rennicka – lodowiec w Antarktydzie Wschodniej, na Ziemi Wiktorii. Lodowiec został odkryty w 1911 r. przez Roberta Falcona Scotta.
Dane liczbowe:
- długość: 325km[1]
- szerokość: 50km[1]